# Edward Winslow Gifford
Edward Winslow Gifford (14 de agosto de 1887 – Chico, California, 16 de mayo de 1959) fue un antropólogo, autor, etnólogo y director de museo estadounidense. Gifford dedicó su vida a estudiar la etnografía india de California como profesor de antropología y director del Museo de Antropología de la Universidad de California, Berkeley .

## Biografía
Gifford nació en Oakland, California el 14 de agosto de 1887. Se convirtió en curador asistente de ornitología en la Academia de Ciencias de California después de graduarse de la escuela secundaria; nunca asistió a la universidad. Se incorporó al Museo de Antropología de la Universidad de California en 1912 como curador asistente. En los años 1920 su asignación universitaria lo envió a Tonga con William C. McKern, quien también era de la Universidad de California. Junto con el botánico Arthur J. Eames de la Universidad de Harvard formaron uno de los cuatro equipos de la Expedición Bayard Dominick . 
Gifford se convirtió en curador en 1925 y profesor universitario en 1945. Trabajando en estrecha asociación con el líder preeminente de la antropología de California, Alfred Kroeber, Gifford produjo más de 100 publicaciones. Sus numerosas contribuciones a la etnografía de salvamento han dejado un registro invaluable de las culturas nativas del estado. Convirtió el museo en una importante institución estadounidense recogiendo valiosas colecciones e investigaciones de campo. 
Al final de su vida, dirigió una serie de expediciones arqueológicas pioneras a la isla de Viti Levu (Fiyi) en 1947, a Grande Terre (Nueva Caledonia) en 1952, y a Yap (Estados Federados de Micronesia). Con su asistente de la Universidad de California en Berkeley, Richard Shutler Jr., realiza actualizaciones en los estudios en particular en el lugar “13” de la península de Foué, en Koné (Nueva Caledonia), donde se encontraron los primeros restos conocidos de cerámica que permitirán determinar la existencia de la civilización “Lapita”, nombrada por el nombre del lugar donde se hallaron los descubrimientos.

## Estudios
A lo largo de su vida Gifford trabajó principalmente en California. En 1920-21 estuvo a cargo de la expedición del Museo de Bishop a Tonga. En 1945-46 se dedicó a investigaciones arqueológicas en Sonora y Nayarit, México; y en 1947 se embarcó en un programa de excavación arqueológica de largo alcance en Oceanía, empezando por Fiyi, seguido por Nueva Caledonia en 1952 y finalizando con Yap en 1956. El informe de Yap se completó justo antes de su muerte en 1959.
En 1915 Gifford escribió su primer artículo sobre arqueología de California en un breve reporte titulado The San Francisco Bay Shellmounds, en el que presentaba una descripción general de los montículos de la región de la Bahía de San Francisco, con una valiosa discusión sobre la probable población de la costa de la Bahía y la composición de las conchas en los montículos. En 1916 publicó una monografía sobre la composición de los montículos de conchas de California, que fue el primer ejemplo de la aplicación de una técnica de muestreo novedoso. En este artículo se determina la ecología prehistórica y se intenta calcular la edad de los montículos de conchas estimando la tasa de acumulación de los depósitos de basura. En 1926 aparecieron tres artículos que trataban con materiales prehistóricos de California. El primero es sobre antropometría californiana, una recopilación de todos los datos disponibles para la fecha sobre la antropología física de los indios californianos vivos, así como de todos los restos óseos arqueológicos disponibles. También en 1926, Gifford, junto con W. E. Schenck, entonces investigador asociado del Departamento de Antropología, estudió las colecciones locales y los materiales del Museo Universitario de Antropología y las principales líneas de la prehistoria de la región.
Sus contribuciones a la arqueología mexicana se publicaron en 1946, 1950, 1952 y 1953, incluyendo Surface Archaeology of Ixtldn del Rio, Nayarit.
Una de las expediciones arqueológicas pioneras emprendidas en las islas Fiyi fue realizada por Edward Winslow Gifford. El 24 de febrero de 1947 llegó a Suva con su esposa, Delila, y durante unos siete meses estudió varios puntos de Viti Levu, incluyendo la duna Sigatoka, Navatu y Vuda.

## Obras
- Gifford, Edward Winslow (1922). California Kinship Terminologies (en inglés). University of California Press. Consultado el 14 de enero de 2024.
- Gifford, Edward Winslow (1926). Californian Anthropometry (en inglés). University Of California Publications In American Archaeology And Ethnology.
- Gifford, Edward Winslow (1929). Tongan Society (en inglés). The Museum. ISBN 978-0-598-97324-5. Consultado el 14 de enero de 2024.
- Gifford, E. W.; Kroeber, A. L.; Lowie, Robert H.; Olson, Ronald L.; Heizer, Robert (1949-11). World Renewal, a Cult System of Native Northwest Calfornia (en inglés). Coyote Press. ISBN 978-1-55567-132-7. Consultado el 14 de enero de 2024.
- Gifford, Edward Winslow (1951). Archaeological Excavations in Fiji (en inglés). University of California Press. Consultado el 14 de enero de 2024.
- Barrett, S. A., & Gifford, E. W. (1933). Miwok material culture. Yosemite Natural History Association.
- Tongan Myths and Tales (en inglés). The Museum. 1924. Consultado el 14 de enero de 2024.
- Gifford, Edward Winslow (1931). The Kamia of Imperial Valley, (en inglés). U.S. Government Printing Office. Consultado el 14 de enero de 2024.
- Gifford, Edward Winslow (1917). Composition of California Shellmounds (en inglés). University of California Press. Consultado el 14 de enero de 2024.
- Schenck, S. M., & Gifford, E. W. (1952). Karok ethnobotany (Vol. 13, No. 6). University of California Press.
- Gifford, Edward Winslow (1918). Clans and Moieties in Southern California (en inglés). University of California Press. Consultado el 14 de enero de 2024.
- Gifford, Edward Winslow (1916). Miwok Moieties (en inglés). University of California Press. Consultado el 14 de enero de 2024.
- Gifford, Edward Winslow (1922). Californian Kinship Terminologies (en inglés). University of California Press. Consultado el 14 de enero de 2024.
- Kroeber, Alfred Louis; Gifford, Edward Winslow (1 de enero de 1980). Karok Myths (en inglés). University of California Press. ISBN 978-0-520-03870-7. Consultado el 14 de enero de 2024.
- Gifford, E. W. (28 de julio de 2023). MIWOK LINEAGES AND THE POLITICAL UNIT IN ABORIGINAL CALIFORNIA. University of California Press. pp. 375-384. ISBN 978-0-520-34049-7. Consultado el 14 de enero de 2024.
- Kroeber, Alfred Louis; Bradley, Cornelius Beach; Gifford, Edward Winslow; Barrett, Samuel Alfred; Waterman, Thomas Talbot (1917). California Place Names of Indian Origin (en inglés). University of California Press. Consultado el 14 de enero de 2024.
- Gifford, Edward Winslow; Schenck, William Egbert (1926). Archaeology of the Southern San Joaquin Valley, California (en inglés). University of California Press. Consultado el 14 de enero de 2024.